# 西藏卵果蕨
西藏卵果蕨（学名：Phegopteris tibetica）为金星蕨科卵果蕨属下的一个种。